# Giovanni Lavaggi
Giovanni Lavaggi, italijanski dirkač Formule 1, *18. februar 1958, Augusta, Sicilija, Italija.
Giovanni Lavaggi je upokojeni italijanski dirkač Formule 1. Debitiral je v sezoni 1995, ko je nastopil na štirih dirkah, toda prav na vseh odstopil. V naslednji sezoni 1996 je nastopil na zadnjih šestih dirkah sezone in kot najboljši rezultat kariere dosegel deseto mesto na dirki za Veliko nagrado Madžarske, kasneje pa ni več dirkal v Formuli 1.

## Popolni rezultati Formule 1
(legenda) (odebeljene dirke pomenijo najboljši štartni položaj, poševne pa najhitrejši krog, †-uvrščen kljub odstopu)
| Leto | Moštvo                 | Šasija        | Motor   | 1   | 2   | 3   | 4   | 5   | 6   | 7   | 8   | 9       | 10      | 11      | 12      | 13      | 14      | 15     | 16      | 17  | Prv | Toč |
| ---- | ---------------------- | ------------- | ------- | --- | --- | --- | --- | --- | --- | --- | --- | ------- | ------- | ------- | ------- | ------- | ------- | ------ | ------- | --- | --- | --- |
| 1995 | Pacific Grand Prix Ltd | Pacific PR02  | Ford V8 | BRA | ARG | SMR | ŠPA | MON | KAN | FRA | VB  | NEM Ret | MAD Ret | BEL Ret | ITA Ret | POR     | EU      | PAC    | JAP     | AVS | NC  | 0   |
| 1996 | Minardi Team           | Minardi M195B | Ford V8 | AVS | BRA | ARG | EU  | SMR | MON | ŠPA | KAN | FRA     | VB      | NEM DNQ | MAD 10  | BEL DNQ | ITA Ret | POR 15 | JAP DNQ |     | NC  | 0   |